# Чортківська центральна міська лікарня
Чортківська центральна міська лікарня — лікувальний заклад у місті Чорткові (Тернопільська область, Україна).

## Відомості
Після першого поділу Речі Посполитої в 1774 році було організовано першу в місті громадську лікарню, де працювало двоє лікарів.
На межі XIX—XX століть у Чорткові практикували лікарі Зайончковський, Кеслер, Гувернічек, Брандман. Першу в сучасному розумінні цього слова лікарню (на 47 ліжок) збудовано за часів правління бургомістра Людвіга Носса — 1910 року.
У 1939 році новозбудована чортківська лікарня мала вже 125 ліжок. Завідував нею доктор Кранц.
До 21 січня 2021 року мала статус «районної» та підпорядковувалася Чортківській районній раді. 21 січня 2021 року перейшла у власність Чортківської міської ради.
При лікарні діє народний аматорський хор «Галичина» (від 1959).
Чортківська міська стоматологічна поліклініка
Початки зуболікування у Чорткові знаходимо вже у ранню добу; з другої половини XVII століття це робили цирульники.
Чортківська комунальна районна стоматологічна поліклініка заснована 29 листопада 1996 року. До 1 січня 2021 року мала статус «районної» та підпорядковувалася Чортківській районній раді. 1 січня 2021 року перейшла у власність Чортківської міської ради. Нині медичним закладом керує Веретик Іван Йосипович.
Каплиця великомученика Пантелеймона Цілителя
За сприяння о. Тараса Сеньківа та о. декана Григорія Канака з 1994 року при лікарні почала діяти Богослужебна каплиця Великомученика Пантелеймона Цілителя.
Щодня в каплиці відбуваються богослужіння для пацієнтів, персоналу лікарні та багатьох інших вірян.
Після її заснування богослужіння в каплиці проводили:
- о. Богдан Шкільницький (до 2002)
- о. Дмитро Гончарик (2002—2003)
- о. Сергій Ліщинський (2003—2014)
- о. Павло Вандяк (капелан каплички з 2014).

## Структура лікарні
У лікарні функціонує 29 відділень:
- адміністративно-управлінський персонал
- господарсько-обслуговчий персонал
- загально-лікарняний персонал
- педіатричний відділ поліклініки
- акушер-гінекологічний відділ поліклініки
- поліклінічне відділення
- офтальмологічне відділення
- отоларингологічне відділення
- хірургічне відділення
- травматологічне відділення
- акушерське відділення
- терапевтичне відділення
- неврологічне відділення
- педіатричне відділення
- кардіологічне відділення
- інфекційне відділення
- відділ переливання крові
- відділення невідкладної медичної допомоги (приймальне відділення)
- клініко-діагностична лабораторія
- анестезіологічне відділення
- фізіотерапевтичний кабінет
- рентгенкабінет
- кабінет лікувальної фізкультури
- кабінет функціональної діагностики
- оргметодкабінет
- операційний блок
- гінекологічне відділення
- госпрозрахунковий відділ

## Персонал
Очільники
- Захарій Довгалюк (1948—1968)[5];
- Михайло Семків (1983—2012[6][7]);
- Роман Чортківський (2012[6]—2021[8]);
- Людмила Добощук (в.о., 2021);
- Ростислав Шульський (від 2022[9]; в.о. від 2021 до 2022[10]).

Лікарі
Медсестри
Анастасія Синишина зайняла третє місце в конкурсі на найкращу медичну сестру Тернопільської області «Ескулап-професіонал — 2017».